# Alfred V. Kidder
Alfred Vincent Kidder (29 de octubre de 1885 - 11 de junio de 1963) fue un arqueólogo estadounidense que se especializó en el suroeste de los Estados Unidos de América y en Mesoamérica y que fue considerado durante la primera mitad del siglo XX como uno de los principales expertos en cultura maya del mundo. Desarrolló un conjunto de prácticas y técnicas arqueológicas a fin de extender los principios de la antropología al estudio de la prehistoria, contribuyendo así de manera significativa a la modernización de la arqueología en Norteamérica.

## Datos biográficos
Nació en Marquette, Míchigan. Fue hijo de un ingeniero en minas. Ingresó a la Universidad de Harvard con la intención de seguir la profesión de medicina pero en el intento decidió cambiar de orientación hacia la arqueología y la antropología después de vivir la experiencia, durante algunos veranos, de explorar las ruinas del Parque nacional de Mesa Verde con Jesse L. Nusbaum (más tarde superintendente del parque) y con el etnólogo Jesse Walter Fewkes. Obtuvo su grado universitario y después el doctorado en antropología en Harvard el año de 1914.
Kidder se involucró entonces en una serie de expediciones en el suroeste de los Estados Unidos, particularmente en Arizona. Estas expediciones fueron patrocinadas por el Museo de Arqueología y Etnología de la Universidad de Harvard. 
De 1915 a 1929, Kidder condujo excavaciones en Pecos, Nuevo México, en lo que actualmente es el Pecos National Historical Park. Determinó en ese sitio una ocupación de aproximadamente 2000 años y reunió una gran cantidad de artefactos culturales y de despojos humanos. También desenterró una importante colección de cerámica. A partir de estos vestigios logró determinar una cronología básica para el Pueblo de Pecos a lo largo de más de 20 siglos. Junto con su colega Samuel J. Guernsey, estableció la validez del enfoque cronológico al estudio de los denominados periodos culturales y determinó que el desarrollo de la cultura humana puede ser apreciada por medio del examen sistemático de la estratigrafía y de la cronología en los yacimientos arqueológicos.
Este enfoque permitió establecer las bases de la arqueología moderna que entonces empezó a sustituir a los métodos tradicionales y rápidamente fue seguido por otros arqueólogos que después depuraron las técnicas propuestas por Kidder.
Su tratado Introducción al Estudio de la Arqueología del Suroeste Americano, publicado en 1924, fue la primera síntesis de prehistoria norteamericana basada en información obtenida empíricamente. A pesar de los esfuerzos realizados por Kidder para documentar sus conclusiones, muchas veces fue criticado por la interpretación de los datos que recogió. Sin embargo, él siempre enfatizó la necesidad de un criterio científico tanto en la obtención de la información como en las conclusiones que se obtenían. 
Al final de los años 1920, Kidder inició lo que llamó Conferencias Pecos, un lugar de discusión e intercambio para los arqueólogos que trabajaban en el suroeste de los Estados Unidos de América. Determinó también un sistema para asignar cierta nomenclatura a los sitios arqueológicos de esa región. En 1936 utilizó formalmente el término de la cultura Navajo, Anasazi para definir a un grupo específico que vivió en el suroeste americano entre los años 200 a. C. y 1300 d. C.
Entre 1927 y 1930 participó en un programa multidisciplinario en el yacimiento guatemalteco de Kaminaljuyú en donde se estableció todo un marco de referencia para la estratigrafía usada para la civilización maya. En 1939 fue nombrado conservador de arqueología norteamericana en el Museo Peabody de Arqueología y Etnología.
In 1951, Kidder, con Thomas Stuart Ferguson y Gordon Willey de la Universidad de Harvard contribuyeron a impulsar la arqueología mesoamericana que padecía entonces serios rezagos particularmente en lo que se refería a la civilización maya del preclásico. Establecieron para ese propósito en el estado de California, la Fundación Arqueológica del Nuevo Mundo, una organización sin fines de lucro orientada a la investigación arqueológica científica.

## Repatriación de las tumbas de Pecos
A lo largo de los estudios de Kidder en el Pueblo de Pecos a partir de 1915, muchos artefactos y despojos humanos fueron enviados al Museo Peabody en Massachusetts sin hacer consultas a los descendientes de los pobladores originales que viven en la actualidad en el Pueblo Jemez. Una disposición legal del Congreso norteamericano permitió a los lugareños obtener la repatriación de dichos despojos y artefactos a su lugar original.

## Obra
Los escritos de Kidder incluyen entre otros:
(en inglés)
- Kidder, Alfred V. “Prehistoric cultures of the San Juan drainage - 1914.” Reproduced in Alfred V. Kidder, by Richard B. Woodbury, Columbia University Press, New York, 1973, pp. 99–107.
- Kidder, Alfred V. and Kidder, Mary A. “Notes on the pottery of Pecos - 1917.” American Anthropologist 19(3):325-360.
- Kidder, Alfred V., Jennings, Jesse D., Shook, Edwin M. Shook, with technological notes by Anna O. Shepard. “Excavations at Kaminaljuyu, Guatemala.” Carnegie Institution of Washington. Publication 561. Washington D. C. 1946.

## Reconocimientos
Entre otros muchos, le fue otorgado el doctorado honoris causa por la Universidad Nacional Autónoma de México en 1951.